# Virginia Biddle
Virginia Biddle (1910 - 2003) was een Amerikaans model en actrice.
Tussen 1927 en 1928 speelde Biddle mee in de revue Rio Rita. In 1931 werd ze opgemerkt door Florenz Ziegfeld om mee te spelen in de Ziegfeld Follies. Na 1931 verdween Biddle in de anonimiteit. Ze huwde tweemaal en had drie kinderen. Ze overleed aan de gevolgen van een auto-ongeval in 2003 op 93-jarige leeftijd.